# Kalokagatia
Kalokagatia, kalokagathia (stgr. καλοκαγαθία kalokagathia, od καλὸς κἀγαθός kalos kagathos – dosł. „piękny i dobry”), właściwa forma kalokagathia – greckie pojęcie oznaczające połączenie dobra z pięknem. W tym samym znaczeniu, lecz jako καλὸς καὶ ἀγαθός  lub καλὸς κἀγαθός występowało w dziełach Homera, Solona i Tukidydesa. Było ono odzwierciedleniem szlachetnego i etycznego postępowania. Pierwszą znaną z imienia osobą, która użyła tego pojęcia, był Ksenofont.
Pierwszym filozofem, który w swej refleksji dotyczącej paidei i etyki używał tego sformułowania, był Arystoteles. Według niego oznaczała ona życie cnotliwe, a nawet najwyższą z cnót (podobieństwo do teorii Platona), którą osiąga się po zdobyciu wcześniejszych, niższych w hierarchii przymiotów - staje się więc ona umiejętnością czynienia dobra dla niego samego. Skierowuje ona ku refleksji i kontemplacji Bytu Najwyższego i podporządkowuje wszystkie inne dziedziny życia temu aktowi. Ma ona również wymiar kulturowy, społeczny i polityczny. Kalokagathii poświęcona jest ostatnia część Etyki eudemejskiej Stagiryty (1248 b – 1249 b).
Dla Greków wartości piękna i dobra były nierozerwalnie ze sobą złączone (por. Platon). Również w chrześcijaństwie piękno jest cechą dobra, choć w innym sensie. Od czasów nowożytnych dobro i piękno uważa się za odrębne wartości, czego rezultatem jest rozdzielenie etyki i estetyki. Istotna część osiągania najwyższego dostępnego człowiekowi dobra, czyli szczęścia.